# Peribaea malayana
Peribaea malayana är en tvåvingeart som först beskrevs av Malloch 1935.  Peribaea malayana ingår i släktet Peribaea och familjen parasitflugor. Inga underarter finns listade i Catalogue of Life.